# E43号線
E43号線 (E43ごうせん、英: European route E43)は 欧州自動車道路のAクラス幹線道路。
ドイツのヴュルツブルクを基点にスイスのベッリンツォーナまでを結ぶ。

## 経路
- ドイツ
  - E41号線,E45号線 - ヴュルツブルク
  - E52号線 - ウルム
  - E54号線 - リンダウ
- オーストリア
  - E60号線 - ブレゲンツ
- スイス
  - E60号線 - ザンクト・マルグレーテン（英語版）
  - ブーフス (SG)（英語版）
  - クール
  - E35号線 - ベッリンツォーナ